# Companyia Espanyola per a la Fabricació Mecànica del Vidre S.A. (CELO)
La Companyia Espanyola per a la Fabricació Mecànica del Vidre, SA fou el resultat de la conjunció d’uns procediments tècnics —els de Libbey-Owens—, un suport financer —el del Banc de Catalunya i la Banca Marsans— i la gestió d’un empresari del ram —Joan Lligé i Pagès. L’empresa americana Libbey-Owens cedí la patent de concessió del seu sistema per Europa a la Compagnie Internationale pour la Fabrication Mécanique du Verre (Procédées Libbey Owens), SA. Aquesta companyia, formada per un grup d’empreses belgues encapçalat per la Banque de Bruxelles, construí la seva primera fàbrica a Moll (Bèlgica), mentre es posava d’acord amb diversos grups per a l’explotació d’aquest sistema en altres països europeus, en canvi d’una participació.
L'empresa, amb el nom comercial de CELO, es va constituir el 31 d’octubre de 1922. El domicili social de la nova empresa va ser el mateix que el de Cristalleries Lligé, al carrer de la Diputació de Barcelona. Joan Lligé fou el primer conseller delegat de la societat, mentre que Eduard Recasens, un dels homes forts del Banc de Catalunya, n’ocupa la vicepresidència. Les instal·lacions fabrils es van instal·lar a Sant Adrià del Besòs on es construí una fàbrica copiant la ja instal·lada a Bèlgica. El forn continu de fabricació del vidre pla era alimentat per gas d’hulla, que es produïa a la mateixa fàbrica. No obstant, la fàbrica necessitava igualment energia elèctrica que garantís el funcionament continu del forn. Aquest motiu segurament va condicionar la ubicació de la planta a prop de les centrals tèrmiques del Besòs.
La fàbrica de Sant Adrià va començar a funcionar el 1925. La proximitat amb el ferrocarril de la costa garantia també l'abastament de les 30 tones diàries de carbó que consumia. En el seu moment era una de les fàbriques més grans i modernes de fabricació de vidre de tot l'Estat Espanyol.
Els conflictes laborals propis dels anys 20 i 30 del segle XX també tenen presència en la història de la CELO. El 1931, just a l'inici del període republicà, l'augment de reivindicacions per part del personal va portar a la patronal a tancar la fàbrica. Gràcies a les negociacions impulsades des de l'Ajuntament de Sant Adrià, el Govern Civil i la Generalitat, es va poder reobrir la factoria i evitar conflictes més greus ja que el personal de la CELO era del més mobilitzat de la població: el mateix any es va crear la primera organització sindical de la CNT a Sant Adrià de Besòs: el Sindicat de la Indústria Vidriera.
El 1936, en iniciar-se la Guerra Civil, l'empresa va ser col·lectivitzada fins que el 1939 va tornar a mans de la societat que l'havia fundada. Després de la guerra, la societat reprengué la seva producció anterior i seguiria generant beneficis fins avançada la dècada dels anys setanta. a principis dels anys 80 l’empresa belga Graverbel, titular de gran part de les accions, seria absorbida per la japonesa Asahi Glass que va decidir tancar la fàbrica de Sant Adrià del Besòs el 1985. La nota de la direcció declarava que una de les causes del tancament i de les pèrdues era el caràcter obsolet de la seva maquinària, amb una tecnologia dels anys vint. Hi havia aleshores 300 treballadors que foren acomiadats i indemnitzats.